# فیلم فیلم
فیلم فیلم (انگلیسی: Movie Movie) فیلمی در ژانر کمدی و موزیکال به کارگردانی استنلی دانن است که در سال ۱۹۷۸ منتشر شد.

## بازیگران
- جرج سی. اسکات
- تریش ون دیویر
- رد باتنز
- ایلای والاک
- بری باستویک
- هری هملین
- باربارا هریس
- ان راینکینگ